# روث بود
روث بود هي عازفة باس كندية، ولدت في 20 يونيو 1924 في وينيبيغ في كندا.